# Changge
Changge (chiń. 长葛; pinyin Chánggě) – miasto na prawach w powiatu we wschodnich Chinach, w prowincji Henan, w prefekturze miejskiej Xuchang. W 2000 roku liczba mieszkańców miasta wynosiła 646 306.